# Ellicott Creek
Ellicott Creek è un torrente che scorre nella parte occidentale dello stato di New York: ha una lunghezza di 72 km ed è affluente del Tonawanda Creek.

## Descrizione
L'Ellicott Creek, che prende il nome da Joseph Ellicott, un agente della Holland Land Company, ha origine nell'angolo sud-est della contea di Genesee, nei pressi del Darien Lakes State Park, nella città di Darien. Entra poi nella contea di Erie e fluisce attraverso la città di Alden e lambisce Lancaster, passando per la comunità di Bowmansville. Nei pressi di Cheektowaga, passa per la discarica Pfohl Brothers e l'Aeroporto Internazionale di Buffalo-Niagara, dove scorre sotto le piste attraverso un tunnel. Nel villaggio di Williamsville si divide in due canali: uno contiene paratoie, mentre l'altro è utilizzato per deviare l'acqua in ulteriori canali in modo da alimentare i mulini presenti a valle. Nei pressi di Amherst fluisce sotto la New York State Route 5, poi forma le Glen Falls, tocca diversi campi da golf e il campus dell'università di Buffalo. Dopo l'Interstate 990,il torrente si divide nuovamente in due canali per circa 2 km: quello settentrionale è più profondo ed è stato canalizzato per l'irrigazione mentre il canale meridionale ha un percorso più sinuoso e costeggiato da alberi. I canali quindi si riuniscono per raggiungere Tonawanda: scorre attraverso l'Ellicott Creek Park, prosegue per quasi altri 5 km e infine sfocia nel Tonawanda Creek.
Tra Amherst e Tonawanda, lungo la riva del torrente, corre una pista ciclabile, la Ellicott Creek Bike Path.